# Іваничі (Головинська сільська громада)
Іва́ничі (до 1940-х років — Янкевичі) — село в Головинській сільській громаді Рівненського району Рівненської області України. Населення становить 574 осіб. 

## Історія
У 1906 році село Янкевичі Підлужанської волості Рівненського повіту Волинської губернії. Відстань від повітового міста 38 верст, від волості 10. Дворів 103, мешканців 519.
Під час Другої Світової війни 12 травня 1943 біля цього села сотня УПА «Цигана» (Павло Цинко) влаштувала засідку на групу німців, польських поліцаїв і угорців, які поверталися після продовольчої вилазки в українські села, в результаті чого були повернуті всі відібрані у селян продукти.